# Rafael Ponce Navarro
Rafael Ponce Navarro más conocido como Rafaelillo , (n. Los Corrales de Utiel, Utiel, provincia de Valencia; 2 de noviembre de 1912, Madrid el 16 de junio de 1972) fue un torero español. En el mundo de la tauromaquia es conocido por el sobrenombre de "Rafaelillo". Era tío abuelo del torero Enrique Ponce Martínez.

## Biografía
Aficionado desde muy joven al arte del torero Francisco Arjona Herrera (Cúchares), realizó sus primeras faenas taurinas en las capeas organizadas por los alrededores de la residencia familiar, para pasar luego a lidiar y estoquear sus primeras becerras en la parte seria del espectáculo cómico-taurino "El Empastre", donde se anunciaba entonces bajo el remoquete de "Poncelito", derivado de su reducida estatura. Cuando advirtió que el toreo bufo se le iba quedando pequeño, consiguió una oportunidad para vestirse de luces en el coso de la ciudad de Valencia, el día 4 de noviembre de 1931, en una 
novillada picada donde obtuvo un clamoroso triunfo. Sus paisanos tuvieron ocasión de comprobar el desmedido valor de que hacía gala el joven Ponce, y sus deseos de llegar a ser figura del toreo a costa de lo que fuera, sin reparar en la desventaja de sus condiciones físicas en contraste del ganado que se lidiaba por aquel entonces.
Emprendió, pues, una exitosa etapa de aprendizaje que le llevó a presentarse en Madrid el día 24 de marzo de 1932, fecha en la que se enfrentó con un lote procedente de la ganadería de Terrones, en compañía de los jóvenes novilleros "Niño del Barrio" y "Venturita". Tras confirmar su progresiva ascensión novilleril a lo largo de otras dos temporadas, el día 6 de octubre de 1935 compareció de nuevo ante sus paisanos valencianos, esta vez dispuesto a ganarse la borla de doctor en tauromaquia. Fue su padrino de alternativa el genial espada madrileño Rafael Gómez Ortega ("El Gallo"), quien, bajo la atenta mirada del coletudo mexicano Luis Castro Sandoval ("El Soldado"), presente en calidad de testigo, le cedió la muleta y el estoque con los que había de trastear y despenar a Tirolesillo, un burel negro marcado con el hierro de don Justo Puente.
Apenas habían transcurrido unos días desde esta ceremonia de su alternativa cuando, el 13 de octubre, compareció de nuevo ante la severa afición de la Villa y Corte, dispuesto ahora a confirmar la validez de su inclusión en el escalafón superior de los toreros de reses bravas. En aquella ocasión, venía apadrinado por el torero madrileño Marcial Lalanda del Pino, quien en presencia del también madrileño Alfredo Corrochano Miranda, que hacía las veces de testigo, le facultó para que diera lidia y muerte a estoque a un morlaco criado en las dehesas de Sánchez Fabrés.
Su valor contrastado, no exento de un sereno conocimiento del oficio, pronto le convirtió en un torero muy querido por las diferentes aficiones de la Península. Sin embargo, el estallido de la Guerra Civil Española truncó su carrera ascendente, que al término de la contienda fratricida se vio también interrumpida por dos gravísimos percances causados por los toros. El peor de ellos tuvo lugar en las arenas del coliseo granadino, el día 14 de junio de 1942, cuando un morlaco de la terrorífica vacada de Miura le infirió una gravísima cornada en el triángulo de Scarpa, con destrozos interiores que llegaron hasta el abdomen del menudo "Rafaelillo".
Una vez recuperado, Rafael Ponce Navarro continuó toreando en suelo español, pero cada vez con menos cartel en las ferias y plazas principales. Finalmente, ante la escasez de contratos que se le ofrecían en España, se despidió de la afición el día 7 de septiembre de 1947, en la pequeña Plaza de toros de Vista Alegre, donde hizo el paseíllo en compañía del espada zamorano Félix Rodríguez Antón ("Félix Rodríguez II") y del coletudo levantino Aurelio Puchol Aldás ("Morenito de Valencia"), para enfrentarse entre los tres con un encierro procedente de las dehesas de Fonseca.
A partir de entonces, "Rafaelillo" cruzó el océano Atlántico y anduvo durante muchas temporadas toreando por las principales plazas de Ultramar, en donde cosechó más éxitos de los habidos anteriormente en suelo hispano. Una vez retirado del ejercicio activo de la profesión, retornó a España y se instaló en Madrid, en donde falleció el día 16 de junio de 1972, pocos meses después de que naciera ese sobrino nieto que había de seguir colgando su apellido en los carteles taurinos.